# John Charles Asplund
John Charles Asplund, även kallad Titanicmannen, född 31 januari 1889 i Oskarshamn, död 14 augusti 1943 i Oskarshamn, arbetade som snickare och sjöman. Han var en av de 34 svenska överlevande på RMS Titanic 1912.

## Bakgrund
John Charles Asplund växer från fem års ålder upp med sin mor och två bröder i Oskarshamn. Bröderna blir sjömän.

## Ombord på Titanic
I ett brev hem till mor Augusta beskriver John Charles de dramatiska timmarna efter förlisningen och hur han plockas upp från livbåt 13 till RMS Carpathia.

## Livet efter Titanic
Asplund med resesällskap är omnämnd i Svenska folkets tidning den 8 maj 1912 "En af de räddade, John Asplund, 23 år gammal, en af ”Titanics” räddade passagerare, har anländt till Minneapolis och bor nu hos sin broder Fred Asplund. Han var i ressällskap med en vän vid namn Einar Karlsson."

## Sankta Gertruds sjukhus
Den 17 juni 1923 tas Asplund in på Västerviks hospital, sedermera Sankta Gertruds sjukhus, där han blev kvar under 20 år till sin död 1943.